# Bețești (okręg Neamț)
Bețești – wieś w Rumunii, w okręgu Neamț, w gminie Rediu. W 2011 roku liczyła 634 mieszkańców.